# Al Dreares
Albert Alfred „Al“ Dreares (* 4. Januar 1927 in Key West, Florida; † 17. November 2011) war ein US-amerikanischer Schlagzeuger des Modern Jazz.

## Leben und Wirken
Al Dreares, der ein Schulfreund von Fats Navarro war, studierte am Hartnett Konservatorium in New York. Seine Karriere begann in den Bands von Earl King (mit dem auch erste Aufnahmen entstanden), Paul Williams 1953/54 und Teddy Charles 1955. Im folgenden Jahr arbeitete er auch mit Charles Mingus und mit Randy Weston, 1957 mit Freddie Redd, an dessen Album San Francisco Suite er mitwirkte, sowie mit Kenny Burrell. 1958 spielte er mit Gigi Gryce, Jerome Richardson und 1959 mit Phineas Newborn sowie mit einem eigenen Ensemble. Außerdem spielte er mit Mal Waldron, Frank Strozier, Freddie McCoy und Bennie Green bei Plattenaufnahmen; später spielte er mit Lionel Hampton, Lucky Thompson, Don Pullen, Harold Ousley (1972), Paul Quinichette (1976) und Slide Hampton (1978). Im Bereich des Jazz war er laut Tom Lord zwischen 1955 und 1979 an  Aufnahmesessions beteiligt, zuletzt im Bross Townsend Quintet (mit Richard Williams, Mario Schneeberger, Peck Morrison). Von 1979 bis 1983 trat er in Brooklyn mit einer eigenen Formation auf; 1985 zog er nach Miami.

## Diskographie (Auswahl)
- Bennie Green Septet (Bainbridge, 1960)
- Freddie Redd: San Francisco Suite (OJC, 1957)
- Mal Waldron: Left Alone (Bethlehem, 1959)
- Randy Weston: Jazz a la Bohemia (OJC, 1956)

## Lexikalische Einträge
- Richard Cook, Brian Morton: The Penguin Guide to Jazz on CD, LP and Cassette. 2. Auflage. Penguin, London 1994, ISBN 0-14-017949-6.
- Richard Cook, Brian Morton: The Penguin Guide to Jazz on CD. 6. Auflage. Penguin, London 2002, ISBN 0-14-051521-6.
- Bielefelder Katalog. 1988 und 2002.
- Leonard Feather, Ira Gitler: The Biographical Encyclopedia of Jazz. Oxford University Press, New York 1999, ISBN 0-19-532000-X.